# Eumenins
Els eumenins (Eumeninae) són una subfamília d'himenòpters apòcrits de la família dels vèspids (Vespidae) de distribució cosmopolita. Havien estat considerats com una família separada, Eumenidae, però actualment són tractades com una subfamília. Inclou les vespes terrissaires (Eumenes, Sceliphron), que fan nius individuals de fang.

## Reconeixement

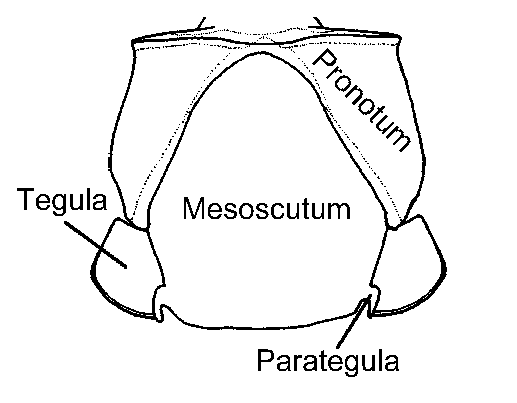
Vista parcial del tòrax de Cephalastor estela mostrant la posició de les tegulae i parategulae relativa als mesoscutum i pronotum

La majoria de les espècies de les vespes terrissaires són negres o marrons, i normalment marcades amb vistosos patrons de colors vermell, blanc, taronja o vermell (o la seva combinació) però algunes espècies, la majoria tropicals, mostren colors metàl·lics blau o verds.

## Biologia

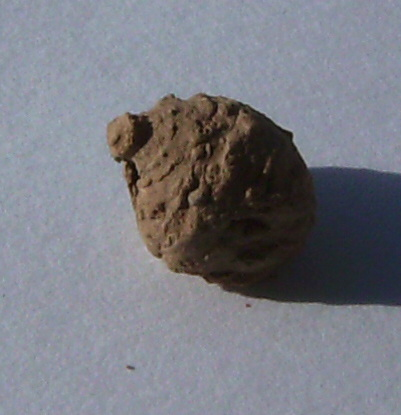
Un niu de terrissa extret d'una olivera a la Serra de Castelltallat

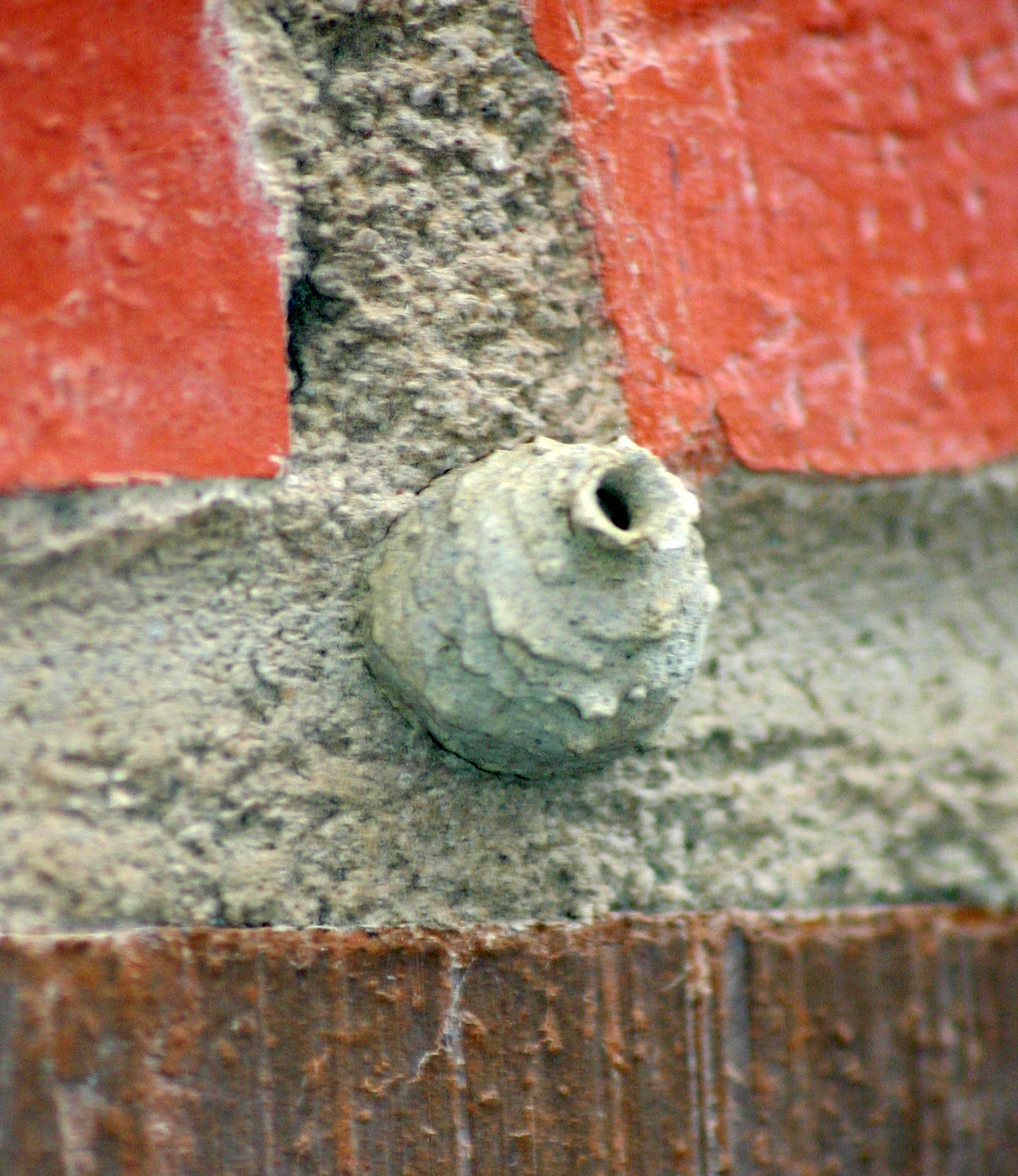
Un niu de terrissa sobre una paret a Carolina del Sud

Aquestes vespes fan nius diferents segons les espècies. Poden usar cavitats preexistents fetes per borinots, escarabats i altres insectes o fins i tot fetes pels humans. Els nius poden tenir una sola cel·la o diverses. Generalment fan els nius amb un fang fet de la mescla de terra i aigua regurgitada, però moltes espècies utilitzen material mastegat de les plantes.
El nom de "vespa terrissaire" deriva de la forma dels nius de fang fet per les espècies del gènere Eumenes i altres gèneres similars. Es creu que els indígenes d'Amèrica basaven el disseny de les seves obres de terrissa de les que feien les vespes terrissaires (segons von Frisch, 1974).

Totes les espècies de vespes terrissaires són depredadores, per això són útils en el control de plagues de l'agricultura, la majoria d'elles s'aprovisionen d'aliments de forma solitària, però algunes espècies aïllades mostren estadis primitius de comportament social i aprovisionament progressiu. 

Niu de vespa terrissaire

Quan s'ha completat una cel·la l'adult de la vespa típicament recull insectes o aràcnids i els paralitza posant-los dins la cel·la perquè serveixin d'aliment a la seva larva. Com a regla l'adult pon un sol ou per cada cel·la. El cicle vital complet pot durar des de poques setmanes a més d'un any. L'adult s'alimenta del nèctar de les flors.

## Taxonomia
Les vespes terrissaires és la família més diversa dels Vespidae, amb més de 200 gèneres, i conté la vasta majoria d'espècies dins la família.

## Gèneres
- Abispa Mitchell, 1838
- Acanthodynerus Gusenleitner, 1969
- Acarepipona Soika, 1985
- Acarodynerus Soika, 1962
- Acarozumia Bequaert, 1921
- Afrepipona Soika, 1965
- Afreumenes Bequaert, 1926
- Afrodynerus Soika, 1934
- Afroxanthodynerus Soika, 1979
- Alastor Lepeletier, 1841
- Alastoroides Saussure, 1856
- Alastorynerus Bluethgen, 1938
- Alfieria Soika, 1934
- Allodynerus Bluethgen, 1938
- Allorhynchium Vecht, 1963
- Alphamenes Vecht, 1977
- Ancistroceroides Saussure, 1855
- Ancistrocerus Wesmael, 1836
- Antamenes Soika, 1958
- Antepipona Saussure, 1855
- Anterhynchium Saussure, 1863
- Antezumia Saussure, 1875
- Antodynerus Saussure, 1855
- Araucodynerus Willink, 1968
- Argentozethus Stange, 1979
- Asiodynerus Kurzenko, 1977
- Astalor Schulthess, 1925
- Australodynerus Soika, 1962
- Australozethus Soika, 1969
- Bidentodynerus Soika, 1977
- Brachymenes Soika, 1961
- Brachyodynerus Bluethgen, 1938
- Brachypipona Gusenleitner, 1967
- Calligaster Saussure, 1852
- Cephalastor Soika, 1982
- Cephalochilus Bluethgen, 1939
- Cephalodynerus Parker, 1965
- Chelodynerus Perkins, 1902
- Chlorodynerus Bluethgen, 195 1
- Coeleumenes Vecht, 1963
- Ctenochilus Saussure, 1856
- Cuyodynerus Willink, 1968
- Cyphodynerus Vecht, 1971
- Cyphomenes Soika, 1978
- Cyrtolabulus Vecht, 1969
- Delta Saussure, 1855
- Deuterodiscoelius Dalla Torre, 1904
- Diemodynerus Soika, 1962
- Discoelius Latreille, 1809
- Dolichodynerus Bohart, 1939
- Ectopioglossa Perkins, 1912
- Elimus Saussure, 1852
- Elisella Soika, 1974
- Epiodynerus Soika, 1958
- Epsilon Saussure, 1855
- Eudiscoelius Friese, 1904
- Eumenes Latreille, 1802
- Eumenidiopsis Soika, 1939
- Eumicrodynerus Gusenleitner, 1972
- Euodynerus Dalla Torre, 1904
- Eustenancistrocerus Bluethgen, 1938
- Flammodynerus Soika, 1962
- Gamma Zavattari, 1912
- Gastrodynerus Bohart, 1984
- Gioiella Soika, 1985
- Gribodia Zavattari, 1912
- Gymnomerus Bluethgen, 1938
- Hemipterochilus Ferton, 1909
- Hypalastoroides Saussure, 1856
- Hypancistrocerus Saussure, 1855
- Hypodynerus Saussure, 1855
- Incodynerus Willink, 1968
- Ischnocoelia Perkins, 1908
- Ischnogasteroides Magretti, 1884
- Jucancistrocerus Bluethgen, 1938
- Katamenes Meade-Waldo, 1910
- Knemodynerus Bluethgen, 1940
- Labochilus Bluethgen, 1939
- Labus Saussure, 1867
- Laevimenes Soika, 1978
- Leptochiloides Bohart, 1940
- Leptochilus Saussure, 1853
- Leptodynerus Bluethgen, 1938
- Leptomenes Soika, 1939
- Leptomenoides Soika, 1962
- Leptomicrodynerus Soika, 1985
- Leucodynerus Bohart, 1982
- Macrocalymma Perkins, 1908
- Maricopodynerus Viereck, 1908
- Micreumenes Ashmead, 1902
- Microdynerus Thomson, 1874
- Minixi Soika, 1978
- Mitrodynerus Vecht, 198 1
- Monobia Saussure, 1852
- Monodynerus Gusenleitner, 1982
- Montezumia Saussure, 1852
- Nesodynerus Perkins, 1901
- Nortozumia Vecht, 1937
- Odynerus Latreille, 1802
- Omicroides Soika, 1935
- Omicron Saussure, 1855
- Onychopterocheilus Bluethgen, 1955
- Orancistrocerus Vecht, 1963
- Oreumenes Bequaert, 1926
- Oreumenoides Soika, 1961
- Ovodynerus Soika, 1985
- Pachodynerus Saussure, 1870
- Pachycoelius Soika, 1969
- Pachymenes Saussure, 1852
- Pachyminixi Soika, 1978
- Parachilus Soika, 1961
- Paragymnomerus Bluethgen, 1938
- Paralastor Saussure, 1856
- Paraleptomenes Soika, 1970
- Paralionotulus Bluethgen, 1938
- Paramischocyttarus Magretti, 1884
- Parancistrocerus Bequaert, 1925
- Pararhaphidoglossa Schulthess, 1910
- Pararrhynchium Saussure, 1855
- Paravespa Radoszkowski, 1886
- Parazumia Saussure, 1855
- Pareumenes Saussure, 1855
- Parifodynerus Soika, 1962
- Parodontodynerus Bluethgen, 1938
- Parodynerus Saussure, 1855
- Pirhosigma Soika, 1978
- Plagiolabra Schulthess, 1903
- Postepipona Soika, 1974
- Proepipona Soika, 1977
- Protodiscoelius Dalla Torre
- Pseudabispa Vecht, 1960
- Pseudacaromenes Soika
- Pseudalastor Soika, 1962
- Pseudepipona Saussure, 1856
- Pseudochilus Saussure, 1856
- Pseudodontodynerus Bluethgen, 1939
- Pseudodynerus Saussure, 1855
- Pseudoleptochilus Bluethgen, 1938
- Pseudonortonia Soika, 1936
- Pseudopterocheilus Perkins, 1901
- Pseudosymmorphus Bluethgen, 1938
- Pseudozumia Saussure, 1875
- Pseumenes Soika, 1935
- Psiliglossa Saunders, 1872
- Pterocheilus Klug, 1805
- Pteromenes Soika, 1961
- Raphiglossa Saunders, 1850
- Raphiglossoides Soika, 1936
- Rhynchalastor Meade-Waldo, 1910
- Rhynchium Spinola, 1806
- Smeringodynerus Snelling, 1975
- Sphaeromenes Soika, 1978
- Spinilabochilus Kurzenko, 1981
- Stellepipona Soika, 1974
- Stenancistrocerus Saussure, 1863
- Stenodyneriellus Soika, 1962
- Stenodyneroides Soika, 1940
- Stenodynerus Saussure, 1863
- Stenonartonia Soika, 1974
- Stenosigma Soika, 1978
- Stroudia Gribodo, 1892
- Subancistrocerus Saussure, 1855
- Symmorphoides Soika, 1977
- Symmorphus Wesmael, 1836
- Synagris Latreille, 1802
- Syneuodynerus Bluethgen, 1951
- Tachyancistrocerus Soika, 1952
- Tachymenes Soika, 1983
- Tricarinodynerus Soika, 1952
- Tropidodynerus Bluethgen, 1939
- Xanthodynerus Bluethgen, 1954
- Xenorhynchium Vecht, 1963
- Zeta Saussure, 1855
- Zetheumenidion Bequaert, 1926
- Zethus Fabricius, 1804

## Galeria

Ancistrocerus sp.
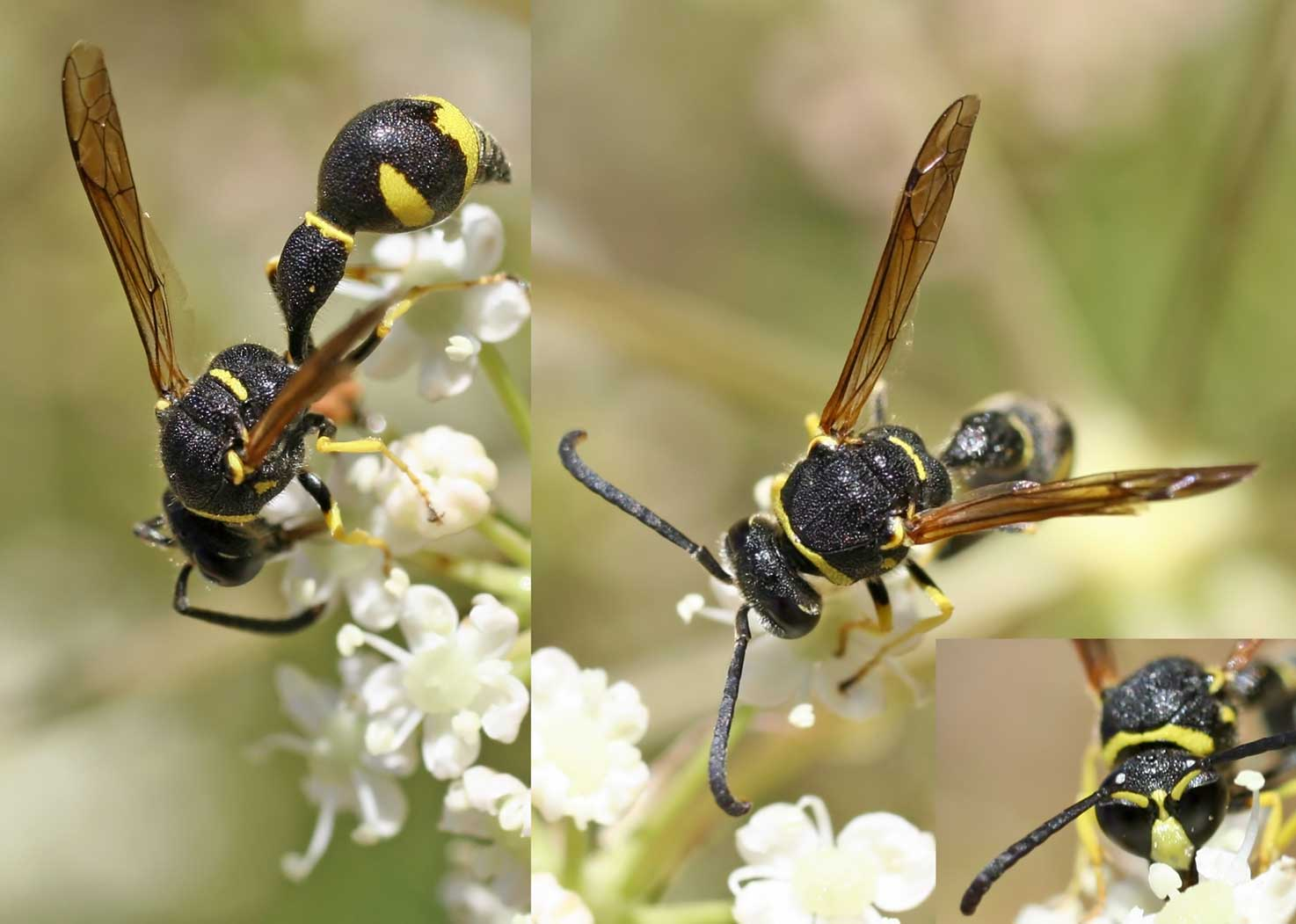
Eumenes pomiformis
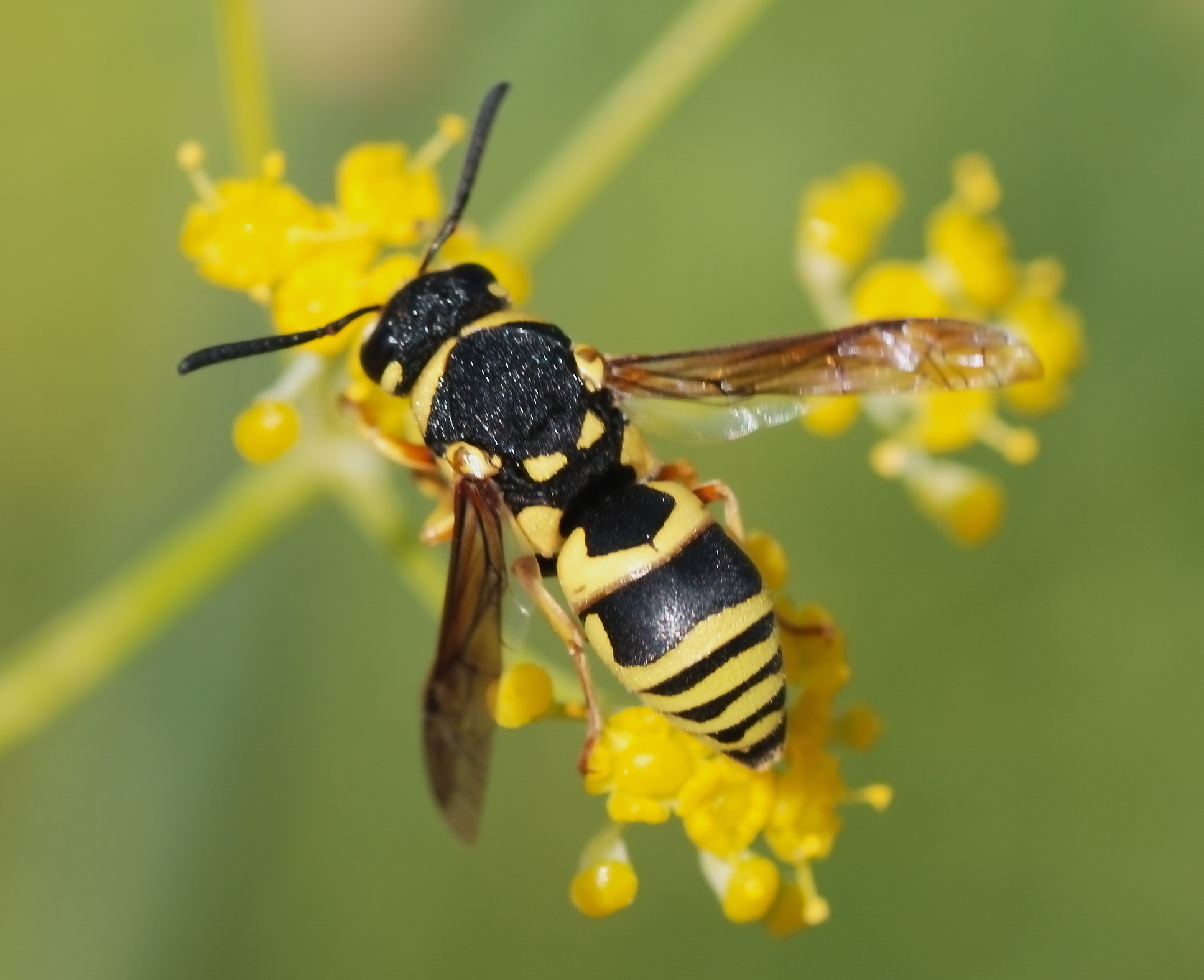
Euodynerus sp.